# デニス・シュミハリ
デニス・アナトリヨヴィチ・シュミハリ（ウクライナ語: Дени́с Анато́лійович Шмига́ль、1975年10月15日 - ）は、ウクライナの実業家、政治家。同国第19代国防大臣。
イヴァーノ＝フランキーウシク州知事、ウクライナ副首相兼地方自治体発展相（en）、同国第18代首相を歴任した。

## 来歴
1975年、リヴィウのユダヤ人の血を引く一家に生まれる。1997年、リヴィウ工科大学を卒業。2003年に経済学博士候補となる。
リヴィウ州行政府にて経済発展・貿易・産業局局長、収入公共料金省勤務を経て、2015年から2017年までは冷凍食品会社リヴィウホロド社（TVK Lvivkholod）総裁・理事となる。2018年から2019年まで、ブルシュティン火力発電所所長。
2020年3月、オレクシー・ホンチャルークの後任としてウクライナ首相に任命された。
2025年7月11日にウォロディミル・ゼレンスキー大統領がシュミハリの後任首相にユリヤ・スヴィリデンコ第一副首相（経済発展貿易大臣を兼任）を指名し、同時にシュミハリを国防大臣に横滑りさせると発表した。7月15日、シュミハリ自身もウクライナ最高議会に対して辞表を提出し、16日にウクライナ最高議会はシュミハリの首相からの辞任を承認した。
2025年7月17日、267人の賛成を得て最高議会より国防大臣に任命された。
- 左からモルドバのナタリア・ガブリリツァ首相、シュミハリ、ダヴィド・サッソリ欧州議会議長（2021年11月30日）
- ドイツのアンナレーナ・ベアボック外相と（2022年2月7日）
- 左から一人おいて、シュミハリ、スロバキアのエドゥアルド・ヘゲル首相、ウルズラ・フォン・デア・ライエン欧州委員会委員長、ジョセップ・ボレル欧州連合外務・安全保障政策上級代表（2022年4月8日）
- オーストリアのカール・ネーハマー首相と（2022年4月9日）
- 左から一人おいて、ポーランドのマテウシュ・モラヴィエツキ首相、同国のヤロスワフ・カチンスキ元首相、ウォロディミル・ゼレンスキー大統領、シュミハリ（2022年6月1日）
- フィンランドのサンナ・マリン首相と（2022年10月6日）